# メイプルリーフ金貨
メイプルリーフ金貨（メイプルリーフきんか、英語：Canadian Gold Maple Leaf、フランス語：Feuille d'érable en or）は、カナダ王室造幣局（Royal Canadian Mint）発行の地金型金貨。

## 概要
1979年に創鋳され、以後毎年発行されている。表面にカナダの元首としてエリザベス2世の肖像、裏面にサトウカエデの葉が浮き彫りされている。純度99.99パーセント（.9999）以上の純金製（24カラット）である。
1トロイオンス、1/2トロイオンス、1/4トロイオンス、1/10トロイオンス、1/20トロイオンスの5種がある。カナダでは法定通貨としての価値を持つがそれぞれの額面（50カナダドル、20カナダドル、10カナダドル、5カナダドル、1カナダドル）は全く名目上のもので、市価は額面より遙かに価値が高い。1979年から1981年に発行されたものの純度は99.9%（.999）であった。それぞれの額面の金貨のデザインは、金の両目と額面表示以外は全く同じである。
メイプルリーフ金貨発行以前、地金型金貨のマーケットは南アフリカのクルーガーランド金貨の独擅場であったが、アパルトヘイトに抗議するための南アフリカ製品ボイコット運動に乗じその地位を奪う。メイプルリーフ金貨の成功をみて各国が地金型金貨市場に参入するが、現在でもメイプルリーフ金貨の人気は高く、流通量は世界一を誇る。
1994年に、1/15トロイオンス（額面はC$2）の金貨とプラチナ貨（白金貨）が装飾用の使用も考慮して発行された。特に人気が出ず、1/15トロイオンスが発行されたのはこの年のみとなった。
1998年からは、金貨と同じ両目・額面で、純度.9995のプラチナ貨を発行した。また同じ年、額面5カナダドルで純度.9999の銀貨も発行された。2005年-2007年には額面50カナダドル、純度.9995で1オンスのパラジウム貨も発行された。
2007年5月に、カナダ王室造幣局は額面が100万カナダドル、重さ100キログラム、直径50cm、厚さ3cmの金貨を公開した。純度は99.999%（.99999）。これまで5人が注文した。

## 仕様
| 量目 （oz） | 額面 （CAD） | 直径 (mm) | 厚さ (mm) |
| ----------- | ------------ | --------- | --------- |
| 1           | 50           | 30.0      | 2.80      |
| 1/2         | 20           | 25.0      | 2.23      |
| 1/4         | 10           | 20.0      | 1.70      |
| 1/10        | 5            | 16.0      | 1.22      |
| 1/20        | 1            | 13.9      | 0.92      |